# 시동역
시동역(詩洞驛)은 강원특별자치도 강릉시 강동면에 위치했던 영동선의 철도역이었다.

## 연혁
- 1964년 1월 10일 : 안인역에서 2.7 km 거리에 역원무배치간이역으로 영업 개시(안인역 관리)[1]
- 1967년 9월 1일 : 을종승차권 대매소로 지정[2]
- 1974년 12월 5일 : 폐역[3]